# Józef (książę z Monako)

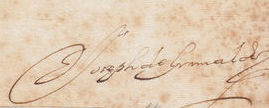

Joseph Marie Jerome Honore Grimaldi (ur. 10 września 1763 w Paryżu, zm. 28 czerwca 1816), członek monakijskiej rodziny książęcej, syn księcia Honoriusza III Grimaldi i Marii de Brignole.

## Dzieciństwo i młodość
Urodził się 10 września 1763 roku w Paryżu w Hotelu Matignon. Jego rodzicami byli książę Monako, Honoriusz III Grimaldi i księżna Maria Katarzyna de Brignole. Miał starszego brata, Honoriusza IV (ur. 1758, zm. 1819). Jego dziadkami ze strony ojca byli książę Jakub I de Goyon de Matignon oraz księżna Ludwika Hipolita Grimaldi, jedyna w dziejach kobieta na tronie Monako.

## Małżeństwa i rodzina
6 kwietnia 1782 roku poślubił Franciszkę Marię Teresą de Choiseul Stainville. 22 kwietnia 1784 na świat przyszła ich najstarsza córka, Honoryna. W 1786 roku urodziła się druga dziewczynka, Atena, a najmłodsza, Delfina w 1788.
Małżeństwo było szczęśliwe, jednak wkrótce wybuchła rewolucja francuska, księżna Maria Teresa została aresztowana i skazana na ścięcie gilotyną. Zginęła 26 lipca 1794 roku, osieracając trzy córeczki, z których najstarsza miała dziesięć lat. Książę Józef został skazany na wygnanie do Anglii i przebywał tam do czasu zakończenia powstania rojalistów.
Po śmierci żony ożenił się ponownie, z Frances Rainford. Para nie doczekała się dzieci.

## Członek rodziny książęcej
Pod koniec 1795 roku książę Józef powrócił do Francji. W tym samym roku zmarł jego ojciec, Honoriusz III Grimaldi i rządy w państwie objął jego starszy brat, Honoriusz IV Grimaldi. Jednak w czasie kryzysu Honoriusz IV zarządził, że to jego brat, Józef, zostanie tymczasową głową państwa. Był nią od 17 do 23 czerwca 1814 roku. Decyzja Honoriusza IV wywołała jednak niezadowolenie jego synów, prawowitych następców tronu – Honoriusza V i Florestana I. Ostatecznie to Józef podejmował najtrudniejsze decyzje (między innymi o sprzedaży rodzinnego domu w Paryżu, by spłacić długi). Gdy Honoriusz IV był bliski śmierci, Józef poprosił go, by przekazał wszystkie swoje tytuł i władzę starszemu synowi. Brat posłuchał go i rządził krajem jako regent.
W styczniu 1815 Józef powrócił do Paryża, aby próbować zebrać niezbędne fundusze. W tym czasie w księstwie zapanował niemalże chaos. Od wielu lat bowiem na miejscu nie było żadnego przywódcy – księcia, regenta ani żadnego przedstawiciela francuskiej szlachty. Sytuację opanował jego bratanek, Honoriusz V, który ostatecznie przejął też całą władzę.